# Mikroregion Óbidos

Mikroregion Óbidos

Mikroregion Óbidos – mikroregion w brazylijskim stanie Pará należący do mezoregionu Baixo Amazonas. Ma powierzchnię 156.983,6 km²

## Gminy
- Faro
- Juruti
- Óbidos
- Oriximiná
- Terra Santa